# Dywizjon Rozpoznawczy Armii
 Dywizjon Rozpoznawczy  Dowództwa Armii Polskiej na Wschodzie – jednostka rozpoznawcza Polskich Sił Zbrojnych.

## Szwadron Przyboczny
20 września 1941 generał Anders wydał rozkaz utworzenia w Buzułuku kompanii przybocznej dowódcy PSZ w ZSRR. W październiku zmieniono nazwę na szwadron przyboczny. Jego organizatorem i pierwszym dowódcą był rtm. Czesław Florkowski.
Struktura  organizacyjna
dowódca - rtm. Czesław Florkowski (we wrześniu 1939 dowódca szwadronu w 22 Pułku Ułanów Podkarpackich). 
- poczet dowódcy
- pluton rozpoznawczy na motocyklach
- 3 plutony liniowych
- pluton mieszany (drużyna przeciwpancerna i drużyna ckm)
- drużyna gospodarcza.

Liczył około 250 oficerów i szeregowych. 
Oddział otrzymał broń i sprzęt motorowy rosyjskie, a umundurowanie brytyjskie. Do obowiązków Szwadronu Przybocznego, prócz ochronnych i wartowniczych, należało też wystawianie szwadronu honorowego.

## Oddział przyboczny
W styczniu 1942 przewieziono Szwadron Przyboczny Armii pod Taszkent, do miejscowości Jangi Jul. Tu szwadron otrzymał uzupełnienia, a  13 kwietnia 1942 zmienił nazwę na oddział przyboczny dowódcy PSZ w ZSSR.
Skład organizacyjny
- 1 szwadron -  por. Zbigniew Kuczera (we wrześniu 1939 dowódca szwadronu w 22 Pułku Ułanów Podkarpackich)
- 2 szwadron - por. Andrzej Czaykowski

5 sierpnia 1942 oddział przyboczny nazwano dywizjonem rozpoznawczym Dowództwa Armii Polskiej na Wschodzie. Dowódcą mianowano rtm. Jerzego Klimkowskiego. Rtm. Florkowski został jego zastępcą.

## Na Bliskim Wschodzie
8 sierpnia 1942 przewieziono dywizjon do Iranu. W okolicach Quzil Ripat  przeorganizowano go w pułk, który to mocą rozkazu dowódcy Armii Polskiej na Wschodzie otrzymał nazwę  12 pułku kawalerii pancernej, a 1 grudnia 1943  przyjął tradycyjną nazwę 12 pułku ułanów podolskich. Był już pułkiem rozpoznawczym 3 Dywizji Strzelców Karpackich.